# Jaime Betancur Cuartas
Jaime Betancur Cuartas (Amagá, 1929 o 1930 - Bogotá, 29 de marzo del 2008) fue un político, abogado y escritor colombiano, miembro del Partido Conservador Colombiano.
Hermano del expresidente de Colombia  Belisario Betancur Cuartas, ocupó varios cargos políticos fue concejal de Medellín, diputado de la Asamblea de Antioquia y representante a la Cámara, conjuez en la Corte Constitucional de Colombia y Presidente del Consejo de Estado de Colombiano, sobrevivió a un secuestro por parte del ELN y a la toma del Palacio de Justicia por parte del M-19 y también publicó 69 libros de estatutos y códigos jurídicos.

## Obras
- Estatuto contractual para la administración pública nacional : legislación complementaria, jurisprudencia. (1976 Y 1984).
- La Constituyente : itinerario de una propuesta. (1978).
- Jurisprudencia constitucional de la Corte Suprema de Justicia y del Consejo de Estado, años 1969 a 1977. (1979).
- Derecho constitucional colombiano. (1978 Y 1979).
- Reflexiones y controversias sobre la reforma penal. (1981).
- Código tributario colombiano. (1989).
- Código nacional de transito ; Decreto 1787 de 1990. (1991).
- Nuevo estatuto general de la contratación administrativa. (1993 y 1996).
- Nuevo estatuto de la carrera administrativa. (1998 y 2001).
- Estatuto general de la contratación pública. (1998 y 2004).